# 越北黃顙魚
越北黃顙魚，為輻鰭魚綱鯰形目鱨科的其中一種，為熱帶淡水魚類，分布於亞洲越南淡水流域，棲息在底層水域，生活習性不明。
种加名 tonkinensis 意为越南“东京的”，即北部湾。